# Grandezza vettoriale

Le forze sono grandezze vettoriali. Nell'immagine forze gravitazionali tra due corpi.

In fisica, una grandezza vettoriale (o grandezza fisica vettoriale) è una grandezza fisica caratterizzata da una direzione, un verso e un'intensità, descritta quindi da un vettore, in contrapposizione ad una grandezza scalare, che è caratterizzata solamente dall'intensità, un unico numero chiamato scalare. Inoltre, la descrizione di una grandezza vettoriale può essere completata, quando necessario, specificando il suo punto di applicazione.

## Descrizione
Il modulo (o intensità o norma) della grandezza vettoriale è il suo valore o misura, mentre la direzione è il suo orientamento nello spazio (ovvero la retta orientata lungo cui la grandezza giace o agisce) e il verso è il senso di percorrenza di tale direzione (tra i due possibili sensi della retta orientata).
Il simbolo delle grandezze vettoriali è una lettera sormontata da una freccia; la lettera solitamente corrisponde all'iniziale del nome della grandezza vettoriale che viene rappresentata. Per indicare il modulo della grandezza, si usa la lettera senza freccia o tra due lineette verticali. Per esempio, considerata la forza {\displaystyle {\vec {F}}}, potremo indicare il suo modulo come {\displaystyle F} o {\displaystyle \left\vert {\vec {F}}\right\vert }. Esempi di grandezze vettoriali sono: forza, spostamento, velocità, accelerazione.

### Esempi di grandezze vettoriali

Esempi di grandezze vettoriali

La direzione è la retta del fascio improprio, lungo cui agisce la grandezza in oggetto. Il verso è quello tra i due sensi di percorrenza di tale retta in cui agisce la grandezza. Il punto di applicazione individua un punto particolare su una particolare retta del fascio dove la grandezza agisce.
Un semplice esempio di grandezza vettoriale è la velocità. Infatti affermare che un corpo "ha una velocità di 1 m/s" non è sufficiente a definire in modo completo la grandezza vettoriale "velocità" di tale corpo, poiché occorre anche specificarne la direzione (ad esempio nord-sud) ed il verso (ad esempio verso sud).
Altri esempi di grandezze vettoriali sono:
- Accelerazione[4]
- Qualsiasi tipo di forza[5]
- Quantità di moto[6]
- Campo elettrico[7]
- Campo magnetico[8]
- Campo gravitazionale[9]
- Momento angolare e momento meccanico[10]

Animazione sulla somma di due vettori